# روبن ميريل
روبن ميريل (بالإنجليزية: Robin Merrill)‏ هو مقدم تلفزيوني ومغني بريطاني، ولد في 17 يوليو 1953 في سالزبوري في المملكة المتحدة.

## وصلات خارجية
- روبن ميريل على موقع IMDb (الإنجليزية)
- روبن ميريل على موقع ديسكوغز (الإنجليزية)